# Malpighia azucarensis
Malpighia azucarensis är en tvåhjärtbladig växtart som beskrevs av F. K. Meyer. Malpighia azucarensis ingår i släktet Malpighia och familjen Malpighiaceae. Inga underarter finns listade i Catalogue of Life.